# Paesi Bassi spagnoli
I Paesi Bassi spagnoli (in spagnolo: Países Bajos españoles; in olandese: Spaanse Nederlanden; in francese: Pays-Bas espagnols) furono lo stato dei Paesi Bassi meridionali dal 1581 al 1714. 
I feudi imperiali dei Paesi Bassi borgognoni vennero ereditati dalla casa regnante austriaca tramite l'estinzione della casata di Valois-Borgogna alla morte di Maria di Borgogna nel 1482. Le Diciassette Province formavano il cuore dei Paesi Bassi asburgici che passarono agli Asburgo di Spagna dopo l'abdicazione dell'imperatore Carlo V nel 1556 e la divisione del suo immenso impero. Quando parte dei Paesi Bassi si separò andando a costituire l'autonoma Repubblica delle Sette Province Unite nel 1581, l'area restante rimasta sotto il governo spagnolo divenne nota appunto col nome di Paesi Bassi spagnoli e restò tale sino alla Guerra di successione spagnola pur avendo avuto, per una differente legge di successione, dei propri sovrani tra 1598 e 1633 (al tempo di Isabella Clara Eugenia d'Asburgo e del marito Alberto d'Austria).

## Storia
Un'amministrazione comune dei feudi olandesi, incentrata sul Ducato di Brabante, esisteva già dall'epoca del duca borgognone Filippo il Buono che stabilì la convocazione degli Stati Generali dei Paesi Bassi nel 1437. Sua nipote Maria confermò i privilegi concessi in precedenza firmando nel 1477 il Gran Privilegio. Dopo che il governo venne ottenuto da suo marito, l'arciduca Massimiliano d'Austria, gli Stati insistettero perché i loro privilegi venissero mantenuti al contrario di quanto intendeva fare l'amministrazione imperiale nell'area e questo fatto culminò in una ribellione in Olanda ed in una serie di rivolte nelle Fiandre. Massimiliano riuscì ad avere la meglio col supporto di suo figlio Filippo il Bello e del duca Alberto III di Sassonia e pertanto poté assumere ufficialmente il governo dei Paesi Bassi asburgici nel 1493.

### Carlo V
Filippo così come suo figlio e successore Carlo V mantennero il titolo di "Duca di Borgogna" in riferimento alla loro eredità borgognona, sebbene i Paesi Bassi e la Contea di Borgogna appartenessero al Sacro Romano Impero. Gli Asburgo spesso utilizzarono il termine Borgogna per riferirsi alle loro terre ereditarie (ad esempio nella Provincia di Borgogna fondata nel 1512), sino al 1795, quando i Paesi Bassi austriaci vennero persi a favore della Francia repubblicana.
Nel 1522 l'imperatore Carlo V concluse un trattato di partizione con suo fratello minore l'arciduca Ferdinando I d'Asburgo, col quale suddivise de facto la famiglia degli Asburgo ed i suoi possedimenti in due rami, uno austriaco ed uno spagnolo. Con la Prammatica Sanzione del 1549, Carlo dichiarò che le Diciassette Province sarebbero state un dominio unito ed indivisibile degli Asburgo. La divisione si consumò quando egli annunciò la sua abdicazione e lasciò tale territorio alla linea spagnola della sua dinastia all'unico figlio sopravvissutogli, Filippo II di Spagna, mentre suo fratello Ferdinando gli succedette come imperatore del Sacro Romano Impero. Le Diciassette Province, de jure continuarono ad essere feudi del Sacro Romano Impero, ma allo stesso tempo de facto erano governate dal ramo spagnolo degli Asburgo come parte dell'eredità borgognona.

### La Guerra degli ottant'anni
Regione molto ricca dal punto di vista economico, i Paesi Bassi erano un gioiello parte dell'impero degli Asburgo di Spagna ma, a differenza degli altri domini di questa corona, essi erano governati da una classe di mercanti confederati. Fu la fiorente economia di questi territori, guidata da una imprenditoria capitalista, a coprire le spese della maggior parte delle guerre che gli Asburgo (di Spagna prima, d'Austria poi) dovettero sostenere nel corso dei secoli, motivo per cui la casata imperiale difese strenuamente tali possedimenti fino a Settecento inoltrato. Le ingerenze economiche straniere e nel nord anche una convinta resistenza alla religione cattolica che la Spagna aveva tentato di instaurare a forza, portò a una ribellione generale dei Paesi Bassi, che si rivoltarono contro il governo spagnolo negli anni settanta del XVI secolo. 
Il dispotismo di Filippo e le sue pesanti riforme controriformistiche diedero il via alla Rivolta olandese nelle province a maggioranza calvinista dei Paesi Bassi, il che portò poi allo scoppio della Guerra degli ottant'anni nel 1568. Nel gennaio del 1579 le sette province del nord costituirono l'Unione di Utrecht, di stampo protestante, che dichiarò la propria indipendenza dai Paesi Bassi spagnoli formando la Repubblica delle Sette Province Unite con l'Atto di abiura. Il ramo spagnolo degli Asburgo fu in grado di mantenere il controllo solo nella restante parte cattolica dei Paesi Bassi meridionali, dopo la caduta di Anversa nel 1585. 

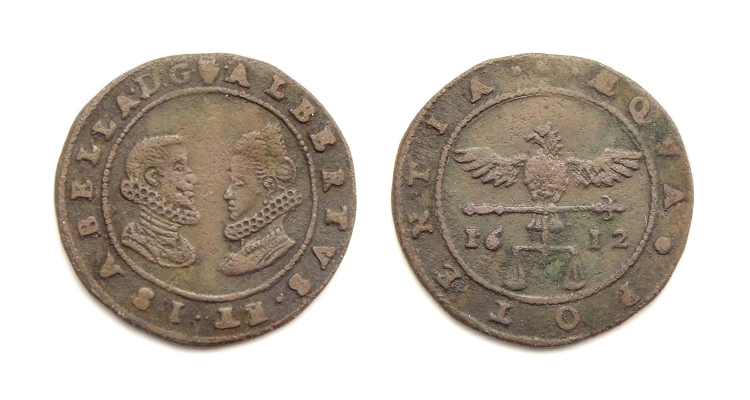
Gettone con i ritratti di Alberto d'Austria e Isabella Clara Eugenia d'Asburgo, coniato ad Antwerp nel 1612.
Diritto: Ritratto di Alberto e Isabella.
Rovescio: Aquila che tiene una bilancia, data 1612.

Tempi migliori vennero nel 1598 quando i Paesi Bassi spagnoli passarono alla figlia di Filippo, Isabella Clara Eugenia, ed a suo marito Alberto d'Austria, nominati entrambi governatori dello stato. Il governo della coppia portò ad un periodo di pace e stabilità tanto desiderata. Ne beneficiò l'economia locale, fatto che contribuì a sviluppare un'identità nazionale dei Paesi Bassi meridionali ed a consolidare l'autorità asburgica tramite la riconciliazione dei sentimenti anti-spagnoli diffusisi negli anni precedenti. 

Nel XVII secolo Bruxelles sviluppò una corte fiorente. Tra gli artisti che emersero alla corte degli arciduchi ricordiamo Peter Paul Rubens. Sotto il governo di Isabella e di Alberto, i Paesi Bassi spagnoli si guadagnarono una formale indipendenza dalla Spagna, ma rimasero ufficialmente sotto la sfera di influenza della Spagna, e con la morte di Alberto nel 1621 questo controllo della Spagna si fece sentire in maniera ancora più decisa anche se Isabella rimase formalmente in carica come governatrice sino alla sua morte nel 1633.
Le fallimentari guerre condotte per cercare di ottenere i territori dei Paesi Bassi settentrionali retti da "eretici" portarono a perdite territoriali significative a nord, confine che poté consolidarsi solo con la Pace di Vestfalia del 1648. I territori persi a vantaggio della Repubblica delle Sette Province Unite ottennero uno status inferiore rispetto alle altre province e vennero indicate come "territori delle generalità" (Generaliteitslanden): Zeeuws-Vlaanderen (a sud del fiume Scheldt), attuale provincia del Brabante Settentrionale, e di Maastricht (nell'attuale provincia olandese di Limburgo).

### La conquista francese
Il potere della Spagna asburgica si affievolì notevolmente negli ultimi decenni del XVII secolo e di conseguenza il territorio dei Paesi Bassi venne ripetutamente invaso dalla Francia nel tentativo di acquisire maggiore influenza e territori nell'area. Col Trattato dei Pirenei del 1659 la Francia annetté Artois e Cambrai, mentre Dunkirk venne ceduta all'Inghilterra. Con il Trattato di Aix-la-Chapelle (che pose fine alla Guerra di Devoluzione nel 1668) ed il Trattato di Nimega (che pose fine alla Guerra franco-olandese nel 1678), vennero ceduti altri territori al confine francese, tra cui le Fiandre vallone e metà della contea di Hainaut (tra cui la città di Valenciennes). Successivamente, nella Guerra delle Riunioni e nella Guerra dei Nove anni, la francia annesse ulteriori territori nella regione.
Durante la Guerra di successione spagnola, nel 1706 i Paesi Bassi spagnoli divennero un condominio anglo-olandese per tutto il conflitto. Coi trattati di pace di Utrecht e Rastatt del 1713/14 che posero fine alla guerra, i Paesi Bassi meridionali passarono alla monarchia asburgica austriaca andando a costituire i Paesi Bassi austriaci.

## Elenco dei Governatori dei Paesi Bassi Spagnoli (1581-1706)
- 1581-1592 Alessandro Farnese, Duca di Parma
- 1592-1594 Conte Pietro Ernesto I di Mansfeld
- 1594-1595 Arciduca Ernesto d'Austria
- 1595-1596 Pedro Enríquez de Acevedo, Conte di Fuentes
- 1596-1598 Arciduca Alberto d'Austria con
  - 1598-1633 Infanta Isabella Clara Eugenia di Spagna
- 1633-1641 Ferdinando, Cardinale-Infante di Spagna
- 1641-1644 Francisco de Mello, Marchese di Terceira
- 1644-1647 Emmanuel de Moura Cortereal, Marchese di Castel Rodrigo
- 1647-1656 Arciduca Leopoldo Guglielmo d'Austria
- 1656-1659 Arciduca Giovanni d'Austria
- 1659-1664 Luis de Benavides Carrillo, Marchese di Caracena
- 1664-1668 Francisco de Moura Cortereal, Marchese di Castel Rodrigo
- 1668-1670 Íñigo Fernández de Velasco, VII duca di Frías
- 1670-1675 Juan Domingo de Zuñiga y Fonseca
- 1675-1677 Carlos de Gurrea, Duca di Villahermosa
- 1678-1682 Alessandro Farnese, Duca di Parma
- 1682-1685 Ottone Enrico del Carretto
- 1685-1692 Francisco Antonio de Agurto, Marchese di Gastañaga
- 1692-1706 Massimiliano II Emanuele di Baviera

I Paesi Bassi del Sud vennero occupati da inglesi ed olandesi tra il 1706 ed il 1714.